# Martes americana atrata
Martes americana atrata is een ondersoort van de Amerikaanse marter. De ondersoort komt uitsluitend voor op Newfoundland, een groot eiland voor de oostkust van Canada, en staat in het Engels daarom bekend als de Newfoundland pine marten.
Onderzoek wijst uit dat de Newfoundlandse ondersoort reeds 7000 jaar lang geografisch afgescheiden leeft van de rest van de Amerikaanse marters. In vergelijking met hun verwanten op het vasteland zijn de Newfoundlandse marters een stuk groter en is hun bruine pels donkerder, waardoor de typerende oranje-gele vlek in de hals iets meer uitgesproken is. Ook komt hij in meer bostypes voor en hebben de dieren in vergelijking met andere Amerikaanse marters een extreem groot individueel territorium.

## Voorkomen en status
De ondersoort heeft een erg kleine populatie die in 2007 geschat werd op 286 à 556 individuen. De marter is daarom reeds sinds 1934 beschermd. De Martes americana atrata is "bedreigd" volgens COSEWIC en "ernstig bedreigd" volgens NatureServe. In oerbossen doet de marter het aanzienlijk beter dan in secundaire bossen. Houtkap is daarom, net als andere verstorende activiteiten zoals mijnbouw, een ernstige bedreiging. De ondersoort is beschermd door de federale Species at Risk Act en de Canada National Parks Act, evenals door de Endangered Species Act van de provincie Newfoundland en Labrador.
De ondersoort komt uitsluitend nog voor in enkele afgelegen bosgebieden in het westen van het eiland, met een cruciale habitat rond Little Grand Lake; met daarnaast ook een geherintroduceerde groep in en rond het oostelijke Nationaal Park Terra Nova. Vanwege hun groter lichaam, en vooral vanwege het zeer beperkte aantal prooidieren op het eiland, hebben ze erg grote territoria. Bij mannetjes meten deze gemiddeld 29,5 km² en bij wijfjes gemiddeld 15,2 km². De populatie is opgesplitst in verschillende metapopulaties met erg weinig onderlinge uitwisseling. Hierdoor wordt het voortbestaan van de ondersoort verder bedreigd, onder andere door de mogelijk hieruit voortkomende inteelt.

## Prooien en vijanden
De Martes americana atrata is een omnivoor. De belangrijkste prooidieren zijn de graslandwoelmuis, Amerikaanse gemaskerde spitsmuis en de Amerikaanse haas. In aanzienlijk mindere mate eet de marter ook eekhoorns, insecten, vogels, bessen en kadavers van bijvoorbeeld elanden en kariboe.
De belangrijkste vijand is de vos. Ook coyotes en roofvogels behoren tot zijn vijanden.